# Neverinland
Neverinland ist ein österreichischer Kurzfilm von Fatih Gürsoy aus dem Jahr 2022. Das Drama handelt von vier Wiener Migranten, die ihr eigenes Schicksal in einer Flüchtlingsunterkunft nachspielen.
Gürsoys Debütfilm gewann 2021 den deutschen Nachwuchspreis First Steps und wurde ein Jahr später in den Wettbewerb des 43. Filmfestivals Max Ophüls Preis eingeladen.

## Handlung
Die vier Geflüchteten Ali, Fil, Hasan und der Syrer Mohammed warten in ihrer Unterkunft in Wien auf ihren Asylbescheid. Eines Tages wird einer von ihnen zu einer Kostümparty eingeladen. Getreu dem Motto „Jeder kann sein, was er sein will“ schließen sich die anderen drei an und verkleiden sich nach ihren Wünschen.
Als die vier Männer am Abend die Feier besuchen, entpuppt sich diese als Reinfall. Ali, Fil, Hasan und Mohammed ziehen daraufhin durch die Stadt. Sie hofften, in der neuen Heimat Österreich die sein zu können, die sie sein wollten. Aber sie müssen feststellen, dass sie gescheitert sind. Gescheitert ist auch Mohammed, der an diesem Abend den Schritt gewagt hat, seine wahre Identität als Homosexueller auszuleben. Dennoch kann er sich nicht selbst eingestehen, dass er dafür in seiner Heimat Syrien verfolgt wurde.

## Entstehungsgeschichte
Für den aus der Türkei stammenden Fatih Gürsoy ist Neverinland sein Debüt als Kurzfilmregisseur und -drehbuchautor. Auch produzierte er das Werk. Er war im Jahr 2009 für ein Studium der Theater-, Film- und Medienwissenschaft nach Wien gekommen.
Der Titel des Films ist eine Anspielung auf die fiktive Insel Nimmerland (engl. Neverland) aus J. M. Barries Kindergeschichten um Peter Pan. Für die vier Geflüchteten erscheine Österreich am Anfang als möglicher neuer, sicherer Ort für ihre Existenz. „Aber im Verlauf des Films müssen sie realisieren, dass sie niemals in Neverland sein können“, so Gürsoy. In Neverinland fokussiere man sich „auf diesen Daseins-Konflikt der vier Protagonisten im Hier und Jetzt“. Es sei „keine Geschichte vom Ankommen, sondern vom Leben“, so der Regisseur.
Die Dreharbeiten fanden vom 19. November 2019 bis 31. Juli 2020 in Wien statt. Gürsoy besetzte Geflüchtete in den Hauptrollen, anstatt auf professionelle Schauspieler zurückzugreifen. Auch diente der reale Schlafraum des Mohammed-Darstellers Zaman Kahn Shahin als Drehort. Dieser befand sich im Asylheim des Österreichischen Roten Kreuzes. Finanziell unterstützt wurde das Projekt von der Kulturabteilung der Stadt Wien – MA7 (Fördersumme: 1600 Euro).

## Veröffentlichung
Neverinland wurde am 18. Januar 2022 beim Filmfestival Max Ophüls Preis uraufgeführt.

## Auszeichnungen
Im Jahr 2021 wurde Neverinland bei der Verleihung des deutschen Nachwuchspreises First Steps in der Kategorie Mittellanger Spielfilm ausgezeichnet. Ein Jahr später erhielt Fatih Gürsoy für sein Werk eine Einladung in den Wettbewerb des Filmfestival Max Ophüls Preis 2022 in derselben Kategorie.
Thomas-Pluch-Drehbuchpreis 2022
- Auszeichnung mit dem Preis für kurze oder mittellange Kino-Spielfilme (Fatih Gürsoy)[6]